# 糞便微生物移植
糞便微生物移植（英語：Faecal microbiota transplant），亦被稱為糞便移植，是一種醫學療法，透過轉移健康捐贈者的糞便細菌、真菌或噬菌體到病人身上來達到治病的目的。糞便轉移有助恢復腸道菌落的平衡。本療法可透過灌腸、胃喉或口服膠囊施行。有相當數量的研究證實糞便移植有助治療受艱難梭菌感染的病人。此類病人的嚴重程度可以由腹瀉到偽膜性結腸炎不等。隨著艰难梭菌感染肆虐北美洲和歐洲，醫學界日益關注糞便移植療法。有些專家更呼籲把本療法當作治療艰难梭菌感染的一線療法。2013年一項隨機對照臨床研究發現，糞便移植對治療復發性艰难梭菌感染的病人功效極佳，而且比單純採用萬古黴素治療更具療效。目前的研究著眼於利用糞便移植治療其他消化道疾病，例如結腸炎、便秘、腸易激綜合症，以及神經系統疾病如多發性硬化症和帕金森氏症。美國食品及藥物管理局自2013年起把人類糞便當作“實驗性藥物”監管。

## 定義
糞便微生物移植透過轉移健康捐贈者的糞便細菌和天然的抗菌物質到病人身上來達到治病的目的。糞便微生物轉移曾被稱為“糞便細菌療法”、“糞便移植”、“糞便灌注”及“人類益生菌滴注”。由於糞便微生物轉移實際上是轉移捐贈者的整個微生物組，而不是個別種類或組合的細菌，這些名稱現在都被新叫法“糞便微生物移植”所取代。人工培養的腸道細菌“雞尾酒”正被研究用作糞便微生物移植的替代方案。

## 醫學用途

### 历史
西方借粪治病的记录，最早出现在 1697 年德国御医 Franz Paullini 的《Heilsame Dreck-Apotheke》。
至 1958 年，美国科罗娜大学医学院外科医生 Ben Eiseman，通过粪水灌肠，治愈 3 名严重伪膜性肠炎垂危患者。为粪菌移植可查的现代首例。
2012 年，麻省理工学院博导 Mark Smith 创办「粪便银行」OpenBiome。负责收集、检测粪便，为美国 122 家医院供应粪菌移植样本。

### 艰难梭菌感染
在對抗生素治療無效或抗生素治療後復發的病人，糞便微生物移植的顯效率達百分之85至90。大部分患者只需一次糞便移植便能治愈。2009年的一份研究發現糞便微生物轉移是個高效和簡單可行的治療方案，而且比持續處方抗生素更具成本效益，細菌耐藥性的發生機率更低。
由於糞便移植和常規療法相比相當的不尋常、具入侵性、被認為具感染風險、曾不被專科醫學學會認可，兼且無法獲得保險的賠付，這種療法一度被醫護人員認為是非不得已的“最後手段”。但最近（2010年），糞便微生物移植逐漸成為治療艱難梭菌感染的標準療法，並可獲得美國联邦医疗保险的賠付。對於出現臨床徵狀惡化或嚴重復發的艰难梭菌感染者，目前有聲音倡議用內窺鏡施行的糞便微生物移植作為一線療法。

### 潰瘍性結腸炎及其他消化系統疾病
與治療艰难梭菌感染不同，學術文獻普遍認為治療潰瘍性結腸炎，需要多次和不斷重複的糞便移植才能達致病情長期受控或治愈。

### 自體免疫疾病及神經系統疾病
研究人員正探究糞便微生物移植用於治療腸胃科以外的病症，例如自體免疫疾病、神經系統疾病、肥胖、代謝疾病（包括糖尿病）、多發性硬化症和帕金森氏症。截至2008年5月，多項研究發現糞便微生物移植對帕金森氏症有幫助。醫生Thomas Borody在被難辨梭菌感染的帕金森氏症病人身上試用糞便移植，發現病人的帕金森氏症症狀有所減緩，有些病人的徵狀更未能被其他神經學家察覺。Thomas醫生提出假設，糞便移植所導致的微生物組改變，可以透過施用抗難辨梭菌抗體重現。這個假設將被未來的一項臨床研究所驗證。

## 副作用
糞便移植的急性副作用不多，但仍然需要進一步研究才能摸清。常見的副作用有：細菌入血、發燒、加劇腸易激綜合症病人的症狀、輕微和短暫的消化道不適如氣脹、肚瀉、蠕動紊亂、腹脹、腹痛、便秘、絞肚子及噁心。
2019年6月13日，美國食品及藥物管理局（FDA）发布通告称，因为接受了含有耐药细菌的粪便移植，两名患者发生严重感染，发生了产超广谱β-内酰胺酶（ESBL）大肠杆菌菌血症，一名患者最终死亡。这两名患者的粪便供体是同一个人。试验已被暂停，FDA在官网上发布了警告，并要求在FDA监督下，对进行糞便微生物移植的人员进一步筛查。

## 作用機理
近期的研究發現，無菌的糞便濾液對於治療反覆性艱難梭菌感染的效果，相當於傳統的糞便微生物移植。研究結論暗示可通過濾膜組份，例如噬菌體、酶和代謝產物，而非完整的微生物本身，可能是糞便微生物移植起效的關鍵。

## 施行方法
本療法可透過灌腸、結腸鏡、胃喉、十二指腸喉或口服膠囊施行，最簡單的做法是收集新鮮糞便，用杵臼或攪拌機打漿再灌腸或用管道輸送給病人。然而，攪拌機可能會導致糞便內的微生物暴露於大氣之中，令厭氧菌死亡。此外，劇烈攪拌所造成的氣霧化會導致環境污染，進而危害醫護人員。
不同的文獻所記載的移植分量由30至100克不等。於6至8小時內完成製備的新鮮糞便被指有助提高細菌的存活率。樣本通常會用生理鹽水或4%牛奶稀釋2至2.5倍。

### 捐贈者篩選
病患近親通常最願意捐贈糞便和接受捐贈前測試。然而，捐贈者和病人之間的遺傳相似度似乎對移植的成功率沒有影響。在某些情況下，近親捐贈者反而是不理想的糞便來源。這是因為近親或許和病患同居多年，自己常有隱形的、和病患共通的致病菌或寄生蟲感染。捐贈者均需要接受篩選，以確保自身沒有細菌及寄生蟲感染、沒有消化科及精神科疾病、捐贈前沒有高危性行為及沒有接觸病患的職業史。

### 標準化製劑
研究人員在2012年成功研製出一種無色無味、基於冷藏人糞的萃取液。該製劑經高通量測序證實能恢復腸道缺失或數量不足的微生物品種，而且效用能媲美經均質處理的新鮮糞便。

### 糞便銀行
“糞便銀行”的出現，是為了提供可靠、標準化、供應穩定及高品質的糞便製劑方便醫生採用。2012年，來自美國麻省理工大學的研究團隊創立了美國首個公共“糞便銀行”，為執業醫師提供雪藏和即開即用的糞便製劑，以供治療難辨梭菌感染。人們亦可選擇在相對健康時留存自己的糞便，供日後患上菌落失調或其他適應症時進行自身移植。同時，該中心為各類用人糞治療其他疾病的研究提供支持。
亞洲首間“糞便銀行”名為亞洲益菌中心，坐落於香港中環，於2017年成立，糞便捐贈者可獲得金錢報酬並須通過嚴格篩選，首次招募從萬人中僅選出15人為合適的捐糞者。

## 其他動物
大象、河馬、樹熊和大熊貓出生時的腸道都是無菌的，需要吃他們母親的糞便才能消化植物。也有好些其他動物會吃糞。類似的技巧也常被獸醫用作治療反芻動物，例如牛和羊的消化問題。為了使正常細菌佔領腸道，可以移植健康動物的反芻內容物到患病動物身上。

## 外部連結
- .   [2017-06-01]. （原始内容存档于2017-08-06）.
- .   [2017-05-31]. （原始内容存档于2017-05-30）.